# Pilotrichella fulva
Pilotrichella fulva là một loài Rêu trong họ Meteoriaceae. Loài này được (Mitt.) Hampe miêu tả khoa học đầu tiên năm 1881.